# SG 05 Pirmasens
SG 05 Pirmasens – niemiecki klub piłkarski, grający obecnie w 1. Kreisklasse Pirmasens/Zweibrücken – Gruppe Mitte (odpowiednik dwunastej ligi), mający siedzibę w mieście Pirmasens, leżącym w Nadrenii-Palatynacie.

## Historia
- 10 czerwca 1905 – został założony jako FC Pirmasens
- 1905 – zmienił nazwę na SK 1905 Pirmasens
- 19 lutego 1919 – połączył się z FK Pirmasens tworząc SG 05 Pirmasens
- 1919 – odłączenie się klubu FK Pirmasens
- 1945 – został rozwiązany
- 1946 – został na nowo założony jako SG 05 Pirmasens

## Sukcesy
- 5 sezonów w 2. Oberlidze Südwest (2. poziom): 1951/52–1955/56.
- 8 sezonów w Amateurlidze Südwest (3. poziom): 1956/57–1962/63 i 1977/78.
- 5 sezonów w 2. Amateurlidze Westpfalz (4. poziom): 1963/64–1967/68.
- 3 sezony w Bezirkslidze Westpfalz (4. poziom): 1974/75–1976/77.
- 4 sezony w Verbandslidze Südwest (4. poziom): 1978/79–1981/82.
- mistrz 2. Amateurliga Westpfalz (4. poziom): 1965 (przegrywa baraże o awans do Amateurligi Südwest)
- mistrz Bezirksliga Westpfalz (4. poziom): 1977 (awans do Amateurligi Südwest)